# Будьте моим мужем
«Бу́дьте мои́м му́жем» — советская лирическая кинокомедия 1981 года, поставленная Аллой Суриковой.

## Сюжет
Виктор (Андрей Миронов) — добросовестный и находчивый детский врач, который спустя 5 лет непрерывной работы отправляется на отдых.
На вокзале курортного города его просит о помощи женщина с ребёнком, отвечающая на помощь хамством. Виктор отправляется на поиски жилья, но во всех гостиницах места заняты. На набережной он встречает мальчика Илью (Филипп Адамович) — сына той самой женщины, которую он встретил на вокзале. Узнав, что мальчик голодный, Виктор угощает его молоком и выясняет, что у них с мамой тоже трудности с жильём. К ним присоединяется мама мальчика Наталья (Елена Проклова), одинокая и независимая женщина. Она сообщает Виктору, что ей удалось найти комнату, однако хозяйка дома (Нина Русланова) отказывается сдавать жильё отдыхающим с детьми и животными. Героиня просит Виктора сыграть роль её мужа, который, якобы гонимый ревностью, без предупреждения приезжает вечером вслед за уже заселившейся Наташей, а ребёнка привозит с собой. Наталья оставляет Виктору сына взамен на его паспорт. Поздно вечером, Виктор с Ильёй приходит по адресу, чем вызывают негодование хозяйки, но врачу удаётся сгладить этот конфликт путём распознавания по одному взгляду у хозяйки больной печени. В знак благодарности Наталья отдаёт Виктору лежак с условием, что он переночует в саду, а утром пойдёт искать жильё.
На следующий день Виктор отправляется на пляж, где теряет лежак со своей одеждой и документами. В процессе поисков он снова натыкается на Наталью с сыном, что не устраивает женщину, поскольку Виктор опять упрекнул её в неумении обращаться с ребёнком. Помочь с поисками вещей решает Илья, забрав хитростью штаны у соседа (Георгий Штиль) по дому. Распознав на Викторе свои брюки, сосед забирает их, и Виктор снова приходит к Наталье. Та находит в своей комнате старые брюки и прогоняет Виктора. В тот же день, во время массового просмотра турнира бальных танцев, милиционер приводит к хозяйке Виктора, поскольку он своим внешним видом пугал окружающих, и просит гражданку Наталью Костикову подтвердить его личность. Позже милиционер просит Наталью планировать семейный бюджет так, чтобы у мужа были брюки и туфли. Утром Илья будит спящего в саду Виктора, и ведёт на поиски одежды. После удачной находки, они решают остаться на пляже, чтобы не будить маму. Илья сообщает, что многие боятся Наташу, поскольку по мнению одного бывшего мужчины, она «синий чулок, на воду дует, обжёгшись на молоке». Виктор не соглашается с таким мнением, говоря, что у Ильи замечательная мама. Наталья проснувшись, прибегает на пляж, ругаясь с Виктором и сыном.
В поисках жилья, Виктор с другим отдыхающим натыкается на объявление о поиске чистильщиков овощей с предоставлением жилья. Во время работы он замечает за одном из столиков Наталью с сыном, к которой пристают мужчины, но ей такое внимание не по душе. В порыве злости, Виктор переворачивает стол одного из мужчин, однако, всё заканчивается благополучно. Наталья, воодушевившись заботой, ждёт Виктора дома, но когда тот приходит, между ними разгорается конфликт по инициативе мужчины, которому надоели бесконечные упрёки Наташи. В процессе ссоры Виктор догадывается, что муж Натальи сбежал бы от неё, а девушка подтверждает его слова сообщая, что муж сбежал от неё на следующий же день.
Утром в автомобильную аварию попадает хозяйка дома, а в процессе выясняется, что у неё дальтонизм, поскольку та перепутала красный цвет светофора с зелёным. Понимая, что её мечта купить машину провалилась из-за дальтонизма, она в гневе решает выселить всех жильцов. На общем совете решается, что помочь судьбе дома может только Виктор. Виктор в это же время снова пытается найти жильё, натыкаясь на девушку с ребёнком, так же готовую представить хозяйке дома его в качестве мужа, только не из-за ревности, а из-за любви. Илья находит мужчину, и приводит на переговоры с хозяйкой и жильцами. Виктору удаётся приободрить Альбину Петровну, убедив, что вместо автомобиля ей нужна яхта. Наталья приглашает Виктора на чай, и тот решает починить ей нагревательную плиту, однако из-за некачественного ремонта та приводит к возгоранию. Хозяйка выселяет всю «семью», упрекая Виктора, но Наталья заступается за него.
Фильм заканчивается видами сначала осеннего, а затем и зимнего бульвара (Москва), и бегущих по нему Виктора, Натальи и Ильи.

## В ролях
- Елена Проклова — Наталья Сергеевна Костикова (Наташа), инженер на заводе
- Андрей Миронов — Виктор, врач-педиатр
- Филипп Адамович — Илья Костиков, сын Наташи
- Нина Русланова — Альбина Петровна, хозяйка дома
- Леонард Саркисов — Ахиллес, ухажёр Альбины Петровны
- Баадур Цуладзе — милиционер
- Георгий Штиль — курортник, хозяин брюк «со стрелочкой»
- Владимир Басов — пляжник в похожих с Виктором брюках
- Олег Анофриев — курортник-ветеринар
- Наталья Крачковская — курортница-театралка
- Николай Гринько — курортник-интеллигент, муж театралки
- Михаил Светин — курортник с собачкой
- Алишер Касимов

## Съёмочная группа
- Автор сценария: Эдуард Акопов
- Режиссёр-постановщик: Алла Сурикова
- Оператор-постановщик: Григорий Беленький
- Художники-постановщики: Давид Виницкий, Андрей Буткевич
- Композитор: Виктор Лебедев
- Песни на слова: Юрий Ряшенцев
- Балетмейстер: Кирилл Ласкари

## Создание фильма
Съёмки фильма проводились в городе Сочи, а также пригородном посёлке Лоо (дом № 22 а для отдыхающих в частном секторе по улице Солнечной).

## Релиз на видео
В 1990-е годы фильм выпускался на VHS кинообъединением «Крупный план». В 2003 году отреставрирован и выпущен на DVD.